# Northrop F-5 Freedom Fighter
Northrop F-5 Freedom Fighter er et amerikanskbygget kampfly med to General Electric J85 jetmotorer. Flyet blev fremstillet af Northrop Corporation.
Den ubevæbnede, tosædede Northrop T-38 Talon er et supersonisk træningsfly og mange af NATO's piloter er blevet uddannet i disse.
Senere udgaver af flyet kaldes F-5E Tiger og har en radar – den sidste udgave var F-20 Tigershark med én enkelt General Electric F404-motor (F-18 Hornet har to af disse motorer). F-20 var udviklet til eksport til mindre pålidelige allierede under Jimmy Carters præsidentperiode. Da Ronald Reagan blev præsident fik disse lande mulighed for at købe mere avancerede kampfly og grundlaget for F-20 forsvandt.